# Andrée Lehmann

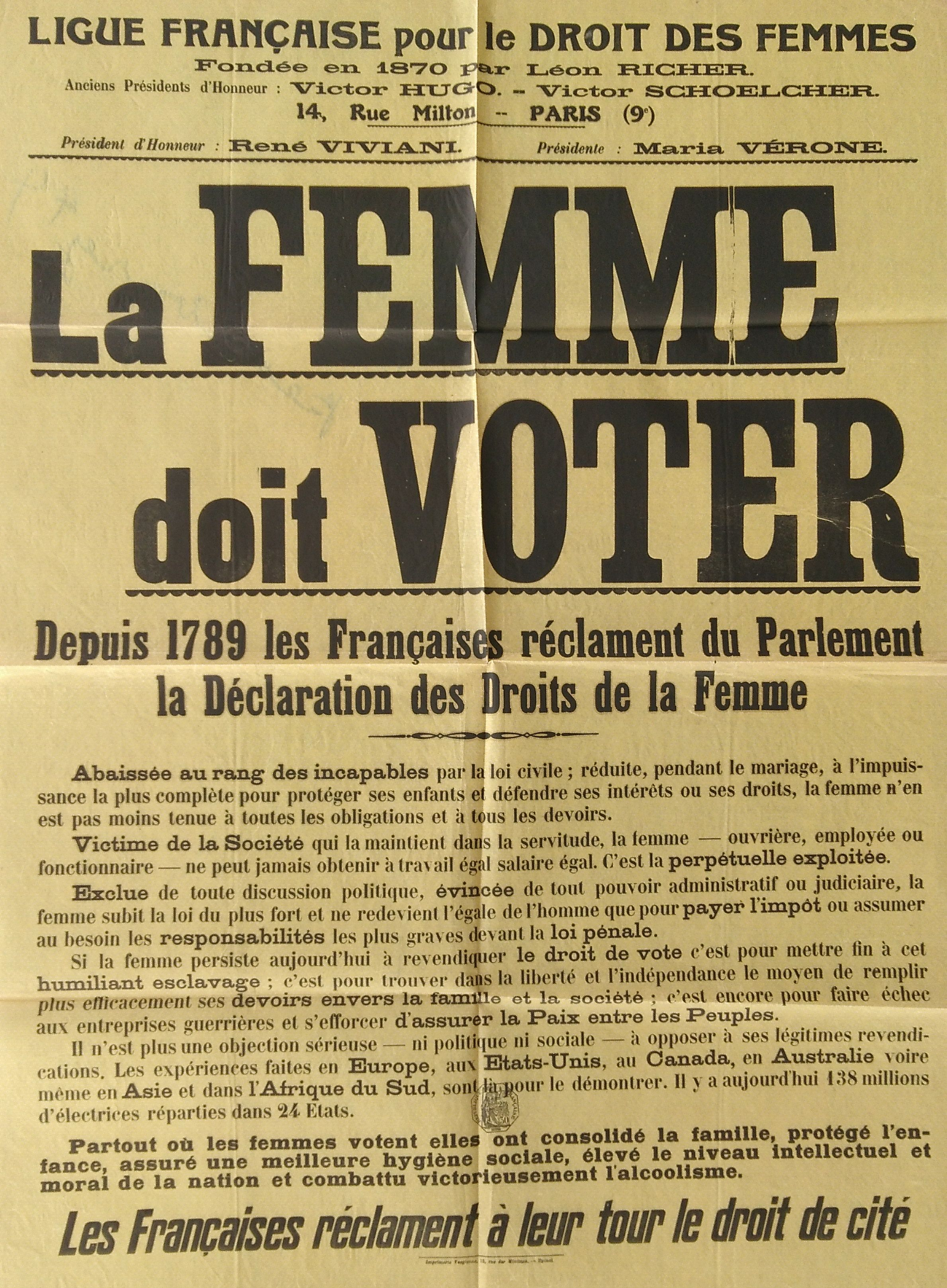
Plakat der Ligue française pour le droit des femmes

Andrée Lehmann (geboren am 29. Dezember 1893 in Paris; gestorben am 13. Januar 1971 ebenda) war eine französische Rechtsanwältin und Feministin.

## Leben
Andrée Lehmann wurde in eine jüdische Familie mit elsässischen Wurzeln geboren. Ihr Vater war Victor Lehmann, ein Handelsvertreter, und ihre Mutter Delphine Weill. Sie legte ein wissenschaftliches Abitur und einen Abschluss in Rechtswissenschaften ab. Damit wurde sie 1921, im selben Jahr wie Marcelle Kraemer-Bach und Yvonne Netter, als Rechtsanwältin in Paris zugelassen. 1923 verteidigte sie ihre Dissertation über Frauenarbeit und arbeitete in der Anwaltskanzlei von Maria Vérone mit, der Vorsitzenden der Ligue française pour le droit des femmes (LFDF, Französische Liga für Frauenrechte). 1924 heiratete Andrée Lehmann in Paris den drei Jahre jüngeren Doktor der Medizin Jean Jules Édouard Séjourné; Maria Vérone war eine ihrer Trauzeugen.
1924 begann Andrée Lehmann, sich sehr aktiv in der LFDF zu engagieren, und wurde im selben Jahr deren Generalsekretärin. Sie arbeitete regelmäßig an der Zeitschrift Le droit des femmes mit.  Auf ihre Initiative hin bot die LFDF Frauen Einführungskurse in das französische Verfassungsrecht an.
Lehmann schloss sich den Suffragetten an, die die Senatoren bedrängten, um das Wahlrecht für Frauen zu erlangen. Das ganze Jahr 1928 über führten die Suffragetten spektakuläre Aktionen in der Umgebung des Senats durch. Sie trugen Transparente und Hüte mit dem Slogan „Die Frau will wählen“. Am 13. November 1928 wurde Andrée Lehmann zusammen mit einer anderen demonstrierenden Anwältin, Simone Weiler, wegen unerlaubten Parkens auf dem Bürgersteig des Jardin de Luxembourg gegenüber dem Senat festgenommen. Am Internationalen Frauentag, dem 8. März 1928, gehörte Andrée Lehmann zu den Aktivistinnen der LFDF, die vor der Statue von Jeanne d’Arc einen Kranz mit der Aufschrift „An Jeanne, die Frankreich rettete, aber für unwürdig befunden wurde, eine Stadträtin zu wählen“ niederlegten. Eine weitere spektakuläre Aktion war ihr Flug über den Jardin du Luxembourg am 7. Juli 1932, bei dem sie Flugblätter über dem Senat abwerfen ließ, in denen das Wahlrecht für Frauen gefordert wurde.
In den Jahren vor dem Zweiten Weltkrieg nahm Andrée Lehmann wie alle Aktivistinnen der LFDF pazifistische Positionen ein. Diese äußerte sie bis kurz vor Kriegsausbruch durch Artikel in der LFDF-Zeitung und indem sie sich den 150.000 Unterzeichnern der Petition zur Unterstützung des Aktionszentrums gegen den Krieg anschloss. Die Rassengesetze des Vichy-Regimes zwangen sie dazu, die Ausübung ihres Anwaltsberufs auszusetzen und aus Paris zu fliehen. „Sie, die es so sehr liebte, den Gegner herauszufordern und mit offenem Visier in der ersten Reihe zu kämpfen, musste sich in der freien Zone verstecken und entging den Vernichtungslagern nur deshalb, weil sie einen Katholiken, Dr. Séjourné, geheiratet hatte“, so Madame Morey in La vie et l’oeuvre féministe d'Andrée Lehmann.
Obwohl das Wahlrecht in Frankreich für Frauen eingeführt wurde (21. April 1944) und im Gegensatz zu den meisten suffragistischen Organisationen, gründete Andrée Lehmann nach dem Krieg die LFDF wieder und führte weiterhin den Vorsitz. Die Zeitung Le droit des femmes erschien 1946 wieder und wurde von ihr geleitet. Nach dem Tod von Maria Vérone am 23. Mai 1938 setzte sie ihre Arbeit fort: Sie erweiterte die Arbeit der LFDF, indem sie sie in die Arbeit der UNESCO einbezog. Außerdem übernahm sie den stellvertretenden Vorsitz der Internationalen Frauenallianz. Bis 1968 blieb sie Mitglied des Vorstands der Association française des femmes diplômées des universités.

## Werke
- De la réglementation légale du travail féminin (étude de législation comparée). H. d’Arthez, 1924 (google.de – Dissertation).
- Le rôle de la femme dans l'histoire de la Gaule. Presses universitaires de France, 1944 (Le rôle de la femme dans l’histoire de la Gaule).
- Le rôle de la femme française au milieu du 20e siècle. Berger-Levrault, 1950.
- Le rôle de la femme dans l’histoire de France au Moyen Age. Berger-Levrault, 1952 (google.de).
- Zwanzig Jahre allgemeine Erklärung der Menschenrechte und was die Frauen ihr verdanken. Deutscher Frauenring, 1968.
- Andrée Lehmann, Lotti Ruckstuhl-Thalmessinger: Was die Frauen der Allgemeinen Erklärung der Menschenrechte verdanken. Dr. L. Ruckstuhl, 1968.